# رادیو میرچی
رادیو میرچی (انگلیسی: Radio Mirchi) شرکت رسانه‌ای هندی است، که در سال ۲۰۰۱ تأسیس شد.